# Guy (film)
Guy je francouzský hraný film z roku 2018, který režíroval Alex Lutz. Snímek měl světovou premiéru na filmovém festivalu v Cannes v rámci Semaine de la critique dne 16. května 2018.

## Děj
Gauthier, mladý novinář, se od své matky dozví, že je nemanželským synem Guye Jameta, známého varietního zpěváka působícího mezi 60. a 90. léty. Zatímco se Guy pokouší o comeback s albem coververzí a turné, Gauthier se ho rozhodne sledovat a natáčet ho v jeho každodenním životě a jeho koncertech v provinciích, aby o něm natočil dokumentární film.

## Obsazení
| Alex Lutz          | Guy Jamet                         |
| Tom Dingler        | Gauthier                          |
| Pascale Arbillot   | Sophie Ravel                      |
| Nicole Calfan      | Stéphanie Madhani, tisková mluvčí |
| Dani               | Anne-Marie                        |
| Élodie Bouchezová  | mladá Anne-Marie                  |
| Brigitte Roüan     | Gauthierova matka                 |
| Bruno Sanches      | Frédéric, Guyův syn               |
| Stéphan Wojtowicz  | Bernard Kazine                    |
| Patrick de Valette | Grand Duc                         |
| Julie Arnold       | Nathalie, radní regionu PACA      |
| Vincent Heden      | Guyův webmaster                   |
| Marina Handsová    | zpěvačka                          |
| Nicole Ferroni     | Juliette, reportérka Europe 1     |
| Anne Marivin       | reportérka Virgin Radio           |
| Julien Clerc       | sám sebe                          |
| Michel Drucker     | sám sebe                          |
| Alessandra Sublet  | sama sebe                         |
| Sarah Suco         | Sara                              |
| Marie Berto        | chodec na mostě                   |
| Cécile Rebboah     | rodinný lékař                     |
| David Salles       | bezdomovec                        |

### Ocenění
- Cena Lumières: nejlepší herec (Alex Lutz), nejlepší hudba (Vincent Blanchard a Romain Greffe); nominace na nejlepší film
- César: nejlepší herec (Alex Lutz), nejlepší původní hudba (Vincent Blanchard a Romain Greffe); nominace v kategoriích nejlepší film, nejlepší režie (Alex Lutz), nejlepší původní scénář (Alex Lutz, Anaïs Deban a Thibault Segouin), nejlepší zvuk (Yves-Marie Omnès, Antoine Baudouin a Stéphane Thiébaut)
- Křišťálový glóbus: nominace na nejlepší komediální film a nejlepšího herce v komedii (Alex Lutz)